# لستر براون
لستر راسل براون(به انگلیسی: Lester Russel Brown) (متولد ۲۸ مارس، ۱۹۳۴) تحلیلگر محیط زیست ایالات متحده، بنیان‍گذار مؤسسه "worldwatch"، و بنیان‌گذار و رئیس مؤسسه "Earth policy"، یک سازمان پژوهشی غیرانتفاعی مستقر در واشینگتن است. "پیتر دی" مفسر رادیو بی‌بی‌سی او را "یکی از بزرگترین پیشگامان حفظ محیط زیست "می‌نامد.
براون نویسنده یا نویسنده مشترک بیش از ۵۰ کتاب در مورد مسائل جهانی محیط زیست است و آثار او به بیش از چهل زبان ترجمه شده‌اند. تازه‌ترین کتاب او «جهان روی لبه» دربارهٔ چگونگی جلوگیری از فروپاشی اقتصادی و زیست‌محیطی است (۲۰۱۱) براون بر اثرات جغرافیای سیاسی بر رشد سریع قیمت غلات و حبوبات تأکید می‌کند، با توجه به اینکه "بزرگترین تهدید در پایداری جهانی، آمادگی بالقوه برای بحران غذایی در کشورهای فقیر است و اینکه این موضوع می‌تواند سبب "افت تمدن" شود. وی در مجله سیاست خارجی، سهم «جغرافیای سیاسی غذا» بر ایجاد انقلاب و تحول در کشورهای مختلف را شرح می‌دهد.

## انتشار اخطارها
بعد از یک گفتگو در دانشگاه کاتوبا در سال ۲۰۰۸، نشریهٔ دانشگاه او را " پُل ریورِ محیط زیستی" نامید، چرا که او به مخاطبانش هشدار داد که: "پایان یافتن تمدن بسیار نزدیک است، مگر اینکه تمدن مسیر حرکت‌اش را تغییر دهد… ما در دوران رقابت بین حد تسلیم طبیعت و سیاست به‌سر می‌بریم،" ما بیش از هر چیز می‌خواهیم تجارت جهانی را از واقعیت‌های محیط زیست آگاه کنیم." او افزود: "ما نمی‌خواهیم به دوران بعد از ذوب شدن یخ‌هایمان برویم تا آن‌زمان بفهمیم که به دردسر افتاده‌ایم. برای جلوگیری از افزایش ۲۳ فوتی ارتفاع آب‌ها حاضریم چقدر هزینه دهیم؟" او توضیح می‌دهد که " هزینه‌های غیر مستقیم آیندهٔ ما را تضمین می‌کنند" و با نادیده گرفتن این هزینه‌ها " ما هم دقیقاً همان کاری را انجام می‌دهیم که اِنرُن انجام می‌دهد- نپذیرفتن هزینهٔ کتاب‌ها. مصرف‌گرایی امروز بدون داشتن هیچ نگرانی‌ای نسبت به آینده یک فلسفهٔ فاتحانه نیست." او از سرعت رشد جمعیت و جنگل‌زدایی و " دو نگرانی جدید- افزایش قیمت غذا و نفت" صحبت کرد. او گفت: "همچنانکه قیمت غذا افزایش می‌یابد، قیمت بذر هم افزایش می‌یابد."

## ارائه راه حل‌ها
در دسامبر ۲۰۰۸، براون راهکارهایی جهت ایجاد شغل‌های جدید برای سرمایه‌گذاری عمومی هم در صنعت انرژی قابل بازیافت و هم در تکنولوژی بهره‌وری انرژی ارائه کرد. او آمار رشد به همراه تعداد محاسبه شده شغل‌های که ایجاد خواهد شد:
- صنعت انرژی قابل بازیافت- بادی، خورشیدی، زمین گرمایی سالانه ۳۰ درصد گسترش می‌یابند.
- اکنون در آمریکا ۲۴۰۰۰ مگاوات ظرفیت در خط تولید انرژی بادی است اما " مقدار حیرت انگیز ۲۲۵۰۰۰ مگاوات " "مزارع برنامه‌ریزی شدهٔ بادی" وجود دارد.
- هر بیلیون دلار سرمایه‌گذاری در مزارع بادی ۳۳۵۰۰ شغل ایجاد می‌کند- تقریباً ۴ برابر تعدادی که سایت‌های زغال‌سنگ تولید می‌کرد.
- یک بیلیون دلار سرمایه‌گذاری در انرژی خورشیدی ۱۴۸۰ شغل ایجاد می‌کند.
- آنچه مورد نیاز است یک بسیج همانند جنگ جهانی دوم برای تولید اتومبیل‌هایی با سوخت الکتریکی است که با هزینهٔ هم ارز گازی $۱ برای هر گالن کار خواهند کرد (جایگزینی هر SUV با دوگانه سوزهای برقی $۲۰۰۰۰ از واردات نفت را در طول عمرش صرفه جویی خواهد کرد)
- هدف آمریکا برای دیترویت نباید تنها حفظ آن باشد بلکه باید آن را یک رهبر جهانی سازد…".
- یک سرمایه‌گذاری ۵۰۰ بیلیون دلاری در انرژی پاک و قابل بازیافت ۳ میلیون شغل جدید که تا ۲۰۲۰ دوام خواهند آورد ایجاد می‌کند.

او خاطر نشان می‌سازد" از لحاظ تاریخی نادر است که برای چندین تهدید پدیدار شده راه حلی مشترک داشته باشیم".

## گزیدهٔ کتاب‌ها
براون به تنهایی و با همکاری دیگران بیش از ۵۰ کتاب را تألیف کرده‌است. او یکی از پرفروشترین نویسنده‌های دنیاست و کتاب‌هایش به حدوداً ۴۰ زبان منتشر شده‌اند. در میان کتاب‌های اولیه اش می‌توان به "انسان"، "زمین و غذا"، "دنیا بدون مرزهاً و "ساختن جامعه ای قابل تامین" اشاره کرد. کتاب سال ۱۹۹۵ اش به نام "چه کسی چین را تغذیه خواهد کرد؟" دیدگاه رسمی را دربارهٔ دورنمای غذای چین به چالش کشید و صدها کنفرانس و سمینار را به راه انداخت. در طول سال‌ها کتاب‌هایش تفکر و عملکرد بسیاری از رهبران جهانی را تحت تأثیر قرار داده‌است.
برای مثال وقتی مجله وایرد از او در مورد همفکری تد ترنر بنیان‌گذار CNN با آرای او پرسید، پاسخ داد، " تد یکی از متعهدترین طرفداران محیط زیست است، او پس از اینکه "نقشه B " اصلی را در ۲۰۰۳ خواند، تماس گرفت و گفت می‌خواهد آن را میان تصمیم گیرندگان کلیدی دنیا پخش کند—فرمانداران ایالات، اعضای کابینه، مدیران عامل فورتون ۵۰۰. او…۳٫۵۶۹ نسخه را پخش کرد با این یادداشت' من اینو خوندم. چیز مهمیه. تو هم باید بخونیش' "

### چه کسی چین را سیر خواهد کرد
براون در این کتاب- که در سال ۱۹۹۵ منتشر شد- فشاری را که کشورهای توسعه یافته- مخصوصاً چین- بر منابع جهانی وارد می‌کنند، آشکار می‌کند. او در کتابش می‌نویسد: «چین، بزودی ممکن است، برای غذا دادن به ۱٫۲ میلیارد نفر جمعیت‌اش، مجبور به وارد کردن مقدار بسیار زیادی غله شود که این عمل منجر به افزایشی بی‌سابقه در قیمت جهانی غذا می‌شود.» او به برخی از موقعیت‌های دشوار چین در آینده اشاره می‌کند: آب کمیاب می‌شود؛ ۸۰ درصد از غلات‌شان به آبیاری احتیاج خواهد داشت؛ شهرهای رو به گسترش، به منظور صنعتی‌سازی، مراتع را از بین می‌برند؛ تولید غذا متوقف می‌شود؛ و جمعیت همچنان در حال افزایش است. «پایان هر سال معادل است با تولد یک پکن جدید.»
او تأثیری که رشد جمعیت چین، بر اقتصاد جهان می‌گذارد را اینگونه تشریح می‌کند: " افزایشِ قیمتِ غذایِ چین، باعث افزایش قیمت غذای جهانی می‌شود. کمیابی زمین در چین به معنای کمیابی زمین برای هر انسان می‌باشد؛ و تأثیر کمبود آب، بر کلِّ دنیا وارد می‌آید. وابستگی چین به وارداتی در سطح کلان - همانطوری که شیلات جهان از بین می‌رود- به معنای یک زنگ بیداری است که در آن با مسئله‌ی، توانایی زمین در غذا دادن به انسان، مواجه‌ایم." یکی از راهکارهای براون مربوط به دورهٔ جدیدی است که علت‌اش کمبود غذا است. " تعریف مجدد امنیت ملی، بدور از آماده‌باش‌های نظامی، و پشتیبانی از عرضهٔ برابر غذا، می‌تواند به‌خوبی راهبر ما باشد.
در پیشگفتار کتاب می‌نویسد: «با اینکه می‌دانستم که دولت چین از اینکه ممکن است مجبور شود مقادیر عظیمی غلات وارد کند آگاه است، اما نمی‌دانستم که این موضوع از چنین حساسیتی برخوردار است. همهٔ رهبران امروز چین، بازماندگان قحطی وسیعی هستند که بین سال‌های ۱۹۵۹ تا ۱۹۶۱ پیش آمد که در واقع پیامد «سیاست یک گام بزرگ به جلو» بود. قحطی‌ای که زندگی ۳۰ میلیون نفر را گرفت، که چندصد میلیون نفر هم در آستانهٔ قحطی بودند.»

### فراتر از ظرفیت کره
در این کتاب- که در سال ۲۰۰۴ منتشر شد- او اعمالی، که در آنها " مطالبات نوین انسانی، از ظرفیت‌های طبیعی زمین پیشی می‌گیرند را برمی‌شمرد، و همچنین به بررسی چگونگی اثرگذاری تخریب محیط زیست، بر تولید غذا، در مقیاسی جهانی، می‌پردازد." او به عنوان سند تعدادی از تغییرات اساسی‌ای که در تمدن شهری امروز تاثیرگذارند را معرفی می‌کند:
- تولیدات گیاهی در گرو "گرمایش زمین" هستند. براون شرح می‌دهد که چگونه افزایشی جزئی در دمای (متوسط) زمین، منجر به کاهشی ده درصدی در محصولات غله‌ای می‌شود.
- نایابی آب و سایر کمبودها، همچون "استهلاک حوزه‌های آبی" شاید مهم‌تر از کاهش حوزه‌های نفتی باشند. او تصریح می‌کند که، " با کاهش منابع نفتی می‌توان از منابع دیگر انرژی استفاده کرد، ولی برای آب نمی‌توان چنین جایگزینی پیدا کرد.
- کاهش مراتع در کشورهای کلیدی‌ای همچون چین، باعث پدید آمدن مسائل و مشکلات پیچیده و جدی‌ای می‌شوند، " همچنانکه تراکم جمعیت کشورها افزایش می‌یابد، اتکای آن‌ها به اتومبیل‌ها هم افزایش می‌یابد، و آن‌ها اندک مراتع باقی‌مانده را برای جاده‌ها، اتوبان‌ها و محوطه‌های پارکینگ، آسفالت می‌کنند.
- حتی اگر رشد جمعیت در بسیاری از کشورها کاهش یابد، باز هم جمعیت جهان به میزان ۷۶ میلیون نفر در هر سال، افزایش می‌یابد. او موقعیت دشوار دیگری را خاطرنشان می‌کند: " در دنیایی که در آن نرخ رشد صعودی، در زمینهٔ کشاورزی-باغبانی، از سال ۱۹۹۰ تا امروز به میزان ۵۰ درصد کاهش یافته، تولید غله در پشت سر این افزایش جمعیت، به دست فراموشی سپرده شده‌است.

براون اینگونه نتیجه‌گیری می‌کند: " توانایی ما جهت فراهم‌کردن غذای کافی روی میز شرط‌بندی است، و پیروزی در این بازی، فقط به کوشش‌هایمان در بستر فرهنگ بستگی ندارد، ما سیاست انرژی را داریم که متعادل کنندهٔ شرایط اقلیمی است، ما به تلاشی جهانی در راستای افزایش آب تولیدی نیازمندیم و همین‌طور به انقلابی کارآمد، در سیستم‌های حمل و نقل زمینی و سیاست‌های جمعیتی.